# Modele klimatu
Modele klimatu – opisują ruch powietrza i warunki na Ziemi na podstawie podstawowych praw fizyki.
Modele klimatu są używane do oceny klimatu na Ziemi w przyszłości, do oceny scenariuszy zmian klimatu, a także do przewidywania klimatu w przeszłości. Modele klimatu pozwalają na odpowiedź na pytania typu „co by się stało, gdyby”. Np. co by się stało, gdyby ilość dwutlenku węgla zwiększyć dwa razy?
Modele klimatu mają cały zakres możliwości od najprostszych modeli jednowymiarowych do złożonych modeli ogólnej cyrkulacji atmosfery:
- proste obliczenia temperatury Ziemi na podstawie bilansu promieniowania
- jednowymiarowe (1D) modele równowagowe radiacyjno-konwekcyjne
- trójwymiarowe modele atmosfery i oceanu dyskretyzujące równania pierwotne ruchu powietrza i wody
- modele ziemskiego systemu klimatycznego, obejmujące oprócz dynamiki atmosfery i oceanu także obieg węgla w przyrodzie i inne zjawiska.

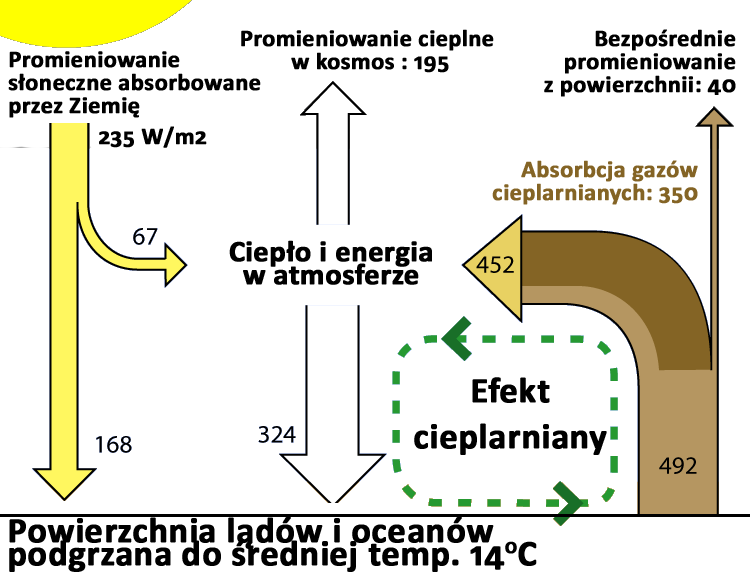
Przykład modelu zero wymiarowego z atmosferą. Promieniowanie słoneczne dochodzące do powierzchni Ziemi, jak i na szczycie atmosfery jest równoważone przez wypromieniowanie w podczerwieni.

## Modele zero wymiarowe
Traktujące Ziemię jako jeden punkt. Na podstawie prostych rozważań można uzyskać temperaturę równowagową na Ziemi. Zakładając, że nie ma atmosfery, bilans energetyczny Ziemi można zapisać jako
{\displaystyle (1-a)S\pi r^{2}=4\pi r^{2}\sigma T^{4},}
czyli
{\displaystyle (1-a)S=4\sigma T^{4}.}
gdzie lewa strona przedstawia energię pochłanianą przez Ziemię w postaci promieniowania słonecznego, prawa strona opisuje energię wypromieniowaną z Ziemi obliczoną z prawa Stefana-Boltzmanna przy założeniu równowagowej temperatury {\displaystyle T.} W tych wzorach {\displaystyle S} jest stałą słoneczną (strumieniem energii na jednostkę powierzchni) równą około 1367 W m−2, składnik {\displaystyle a} jest średnim albedo Ziemi (0,37–0,39) uwzględnia odbicie części promieniowania, {\displaystyle r} jest promieniem Ziemi, {\displaystyle \sigma } jest stałą Stefana-Boltzmanna. Na podstawie tego równania temperatura równowagowa Ziemi wynosi około 246 K (–27 °C). Jest to około 35 °C zimniej niż obserwowana średnia temperatura na powierzchni Ziemi (282 K). Różnica ta jest spowodowana głównie tym, że zaniedbano efekt cieplarniany atmosfery ziemskiej.

## Modele równowagowe radiacyjno-konwekcyjne
Zero-wymiarowe modele można rozszerzyć na modele jednowymiarowe przewidujące rozkład temperatury w pionie przy założeniu tylko dwóch procesów transportu energii:
- strumień energii promieniowania słonecznego w kierunku z góry i cieplnego z dołu (model dwustrumieniowy),
- konwekcyjny transport energii cieplnej.

Równowagowe modele radiacyjno-konwekcyjne są bardziej złożone niż modele zero-wymiarowe, dają też pionowy rozkład temperatury, m.in. w atmosferze. Natomiast nie przewidują poziomego transportu ciepła.

## Globalne Modele Cyrkulacji (GCM)
Globalne modele cyrkulacji ziemskiej mają trzy wymiary przestrzenne i opisują każdy punkt na kuli ziemskiej i w atmosferze oraz jeden wymiar czasowy – przewidują różnego rodzaju zmienne takie jak temperatura czy ciśnienie. Modele cyrkulacji atmosfery zawierają parametryzacje (uproszczenia) fizyki zjawisk zachodzących w przyrodzie.
Modele atmosferyczne globalne cyrkulacji atmosfery (AGCM) zakładają temperaturę oceanu, podczas gdy sprzężone modele oceanu i atmosfery (AOGCM) przewidują ruch zarówno wody, jak i powietrza, oraz wzajemne oddziaływania pomiędzy oceanem i atmosferą.

## Modele Ziemskiego Systemu Klimatycznego (ESM)
Modelami Ziemskiego Systemu Klimatycznego (zob. System klimatyczny) nazywa się modele, w których oprócz przepływów atmosferycznych i oceanicznych (jak w globalnych modelach cyrkulacji) ujęte są także problemy chemii atmosfery, hydrologii z kriologią, ekohydrologią itp. oraz inne zagadnienia interdyscyplinarne, pozwalające opisać krążenie węgla i innych pierwiastków w biosferze.

## Modele klimatu na sieci
- Wspólny model klimatu (ang. Community Climate System Model (CCSM))
- EdGCM model klimatu oparty na modelu NASA GISS